# متروپلیس (ایلینوی)
متروپولیس، ایلینوی (به انگلیسی: Metropolis, Illinois) یک شهر در ایالات متحده آمریکا است که در ایلی‌نوی واقع شده‌است.